# Antonio Frasconi
Antonio Frasconi (Buenos Aires, Argentina, 28 de abril de 1919 - Nueva York, Estados Unidos, 8 de enero de 2013) fue un grabador y pintor uruguayo y estadounidense. Vivió desde 1945 en los Estados Unidos.

## Biografía
Sus padres, Franco Frasconi y Armida Carbonia, de origen toscano llegaron a Sudamérica durante la Primera Guerra Mundial. Antonio Frasconi nació en Buenos Aires en abril de 1919 y al mes siguiente la familia se trasladó a Montevideo. En 1931, con 12 años de edad, Antonio comenzó a trabajar como aprendiz en una imprenta. Su madre lo alentaba a dibujar y en 1931 expuso en el Ateneo de Montevideo. En 1940 fue contratado como caricaturista político por el semanario Marcha.
En 1945 recibió la beca Guggenheim y viajó a los Estados Unidos donde se radicó poco después. El año siguiente expuso en el Museo Brooklyn y en 1948 en la Weyhe Gallery de Nueva York. Recibió una beca deThe New School for Social Research donde perfeccionó su técnica de grabado en madera y en donde comenzó a dictar clases poco tiempo después.
En 1951 se casó con la artista norteamericana Leona Pierce, el año siguiente nació su hijo Pablo y en 1956 Miguel, quienes lo inspiraron a crear ilustraciones para libros infantiles. En esos años se sucedieron numerosas exposiciones en museos y galerías de los Estados Unidos (Museo de Arte de Cleveland (1952), Museo de Arte de Baltimore (1963), Museo Brooklyn (1964), Instituto Smithsoniano (1953 y 1963), National Gallery de Washington y Museo de Arte Moderno de Nueva York (1983), Museo de la Universidad de Iowa (1989), entre otras).
Frasconi mantuvo su nacionalidad uruguaya, por lo que las colecciones museográficas que cuentan con sus obras deben referenciarlo como "american, born in Uruguay".
En 1952 recibió el Premio Inter American Fellowship John S. Guggenheim Memorial Foundation de artes gráficas por sus ilustraciones de poemas de Walt Whitman y Federico García Lorca. En 1954, el libro con sus grabados sobre doce Fábulas de Esopo publicado por el Museo de Arte Moderno de Nueva York, fue elegido entre los 50 mejores del año por el Instituto Norteamericano de Artes Gráficas. Ilustró más de 100 de libros (Grillos y ranas de Gabriela Mistral (1972), Geografías de Mario Benedetti (1984), Platero y yo de Juan Ramón Jiménez (1994), Bestiario de Pablo Neruda (1995), The Wings of Courage de George Sand y Barbara Wersba (1998), entre otros) y participó en ediciones especiales del Club de Grabado de Montevideo.
En 1961 viajó a Montevideo, expuso en el Subte Municipal, dictó un curso de grabado de dos meses y dio una conferencia en el marco de la Feria del Libro y del Grabado. En 1967 obtuvo Premio Adquisición en el XXI Salón Nacional de Uruguay y el año siguiente representó a Uruguay en la XXXIV Bienal de Venecia al tiempo que obtenía el Gran Premio en la Exposición de La Habana, Cuba.
En 1973 comenzó a dictar clases de grabado en la Universidad Estatal de Nueva York en Purchase. En 1975 integró la exposición "Grabados Latinoamericanos del Museo de Arte Moderno de Nueva York" que se exhibió también en el Museo Nacional de Artes Visuales en Montevideo.En 1982, Frasconi fue designado «Distinguished Teaching Professor of Visual Arts» de la universidad. Entre sus estudiantes se encuentran Martha Zelt, Adrian Lee Kellard y Ron Rocco. En 1986 regresó a Montevideo para una exposición personal en el Museo Nacional de Artes Visuales, que albergaba al mismo tiempo las exposiciones del fotógrafo Henri Cartier-Bresson y del pintor Herman Braun-Vega.
En 1999 el Banco Central del Uruguay le otorgó el Premio Figari en reconocimiento a su trayectoria.
En 2008 donó 28 obras al Museo Nacional de Artes Visuales, parte de la donación pertenece a la serie de xilografías Los desaparecidos realizada entre 1981 y 1986 que alude directamente a los detenidos desaparecidos durante la dictadura cívico-militar en Uruguay (1973-1985) en fuertes composiciones de escenas de tortura y muerte.
Otras series destacadas de sus grabados son Los Infrahumanos (1945), Canción del soldado de las tropas de asalto (1961), La Desobediencia Civil de Thoreau (1965), Vietnam (1967), La lucha sostenida (1989- 91), Irak (2006-08) y Terror, una serie de impresiones digitales sobre Afganistán realizada en 2008. Obras de denuncia, sobre temáticas comprometidas como la guerra, el encarcelamiento, la desigualdad social y el compromiso político.
Falleció a los 93 años en su casa al norte de Nueva York, donde vivía con su familia.